# دان أيرونز
دان أيرونز (بالإنجليزية: Dan Irons)‏ هو لاعب كرة قدم أمريكية أمريكي، ولد في 31 ديسمبر 1954 في تايلر في الولايات المتحدة.